# Campionato uzbeko di scacchi
Il Campionato uzbeko di scacchi si svolge in Uzbekistan dal 1930 per determinare il campione nazionale di scacchi.
In alcuni anni il campionato era open, cioè erano ammessi giocatori non uzbeki. In tal caso il titolo di campione uzbeko era assegnato al primo classificato dei giocatori uzbeki.
Nella lista che segue i giocatori non uzbeki (fuori concorso) sono indicati con (F.C.).

## Albo dei vincitori
Nota: le liste sono incomplete.

### Open
| #  | Anno | Vincitore                                        |
| -- | ---- | ------------------------------------------------ |
| 1  | 1930 | Azmiddine Khodzhaev                              |
| 2  | 1931 | Fedir Duz-Chotymyrs'kyj                          |
| 3  | 1932 | Sergey von Freymann [1]                          |
| 4  | 1934 | Vassily Panov (F.C.) Sergey von Freymann         |
| 5  | 1935 | Sergey von Freymann                              |
| 6  | 1937 | Sergey von Freymann                              |
| 7  | 1938 | Nikoly Rudnev                                    |
| 8  | 1940 | Skripkin                                         |
| 9  | 1944 | Vitalij Čechover                                 |
| 10 | 1945 | H. Abdullaev                                     |
| 11 | 1946 | A. Airapetov S. Khodzhibekov                     |
| 12 | 1947 | H. Abdullaev                                     |
| 13 | 1948 | Henrik K'asparyan (F.C.) A. Airapetov (3°)       |
| 14 | 1949 | Zakir Khodzhaev                                  |
| 15 | 1950 | Vitaly Tarasov (F.C.) Georgy Shakh-Zade          |
| 16 | 1951 | Aleksey Suėtin (F.C.) Vishniatsky                |
| 17 | 1952 | Mamadzhan Mukhitdinov Sarvarov                   |
| 18 | 1953 | Batygin Alexander Grushevsky                     |
| 19 | 1954 | Batygin                                          |
| 20 | 1955 | Leonid Šamkovič (F.C.) Alexander Grushevsky      |
| 21 | 1956 | Alexander Grushevsky                             |
| 22 | 1957 | Viktor Korčnoj (F.C.) Mamadzhan Mukhitdinov      |
| 23 | 1958 | Alexander Grushevsky                             |
| 24 | 1959 | L. Barenbaum                                     |
| 25 | 1960 | Alexander Grushevsky                             |
| 26 | 1961 | Alexander Grushevsky Georgy Shakh-Zade           |
| 27 | 1962 | Alexander Grushevsky                             |
| 28 | 1963 | Alexander Grushevsky Isaak Birbrager             |
| 29 | 1964 | Isaak Birbrager Evgeny Mukhin                    |
| 30 | 1965 | Isaak Boleslavs'kyj (F.C.) Mamadzhan Mukhitdinov |
| 31 | 1966 | Georgy Borisenko                                 |
| 32 | 1967 | ?                                                |
| 33 | 1968 | Georgy Borisenko                                 |
| 34 | 1969 | Sergey Pinchuk                                   |
| 35 | 1970 | Leonid Maslov                                    |
| 36 | 1971 | Georgy Borisenko                                 |
| 37 | 1972 | Leonid Maslov                                    |
| 38 | 1973 | Leonid Maslov                                    |
| 39 | 1974 | Levon Grigorian                                  |
| 40 | 1975 | Levon Grigorian                                  |
| 41 | 1976 | Georgy Agzamov Valerij Loginov                   |
| 42 | 1977 | I. Ivanov                                        |
| 43 | 1978 | I. Ivanov                                        |
| 44 | 1979 | Vladimir Egin                                    |
| 45 | 1980 | ?                                                |
| 46 | 1981 | Georgy Agzamov                                   |
| 47 | 1982 | Valerij Loginov                                  |
| 48 | 1983 | Raset Ziatdinov                                  |
| 49 | 1984 | Valerij Loginov                                  |
| 50 | 1985 | Raset Ziatdinov                                  |
| ?  | 1988 | Sergey Zagrebelny                                |
| ?  | 1989 | Aleksandr Nenašev                                |
| ?  | 1990 | Sergey Zagrebelny                                |
| ?  | ?    | ?                                                |
| ?  | 1993 | Saidali Iuldachev                                |
| 67 | 2002 | Sergey Zagrebelny                                |
| 68 | 2003 | Saidali Iuldachev                                |
| 69 | 2004 | Vladimir Egin                                    |
| 70 | 2005 | Anton Filippov                                   |
| 71 | 2006 | Alexei Barsov                                    |
| 72 | 2007 | Anton Filippov                                   |
| 73 | 2008 | Dzhurabek Khamrakulov                            |
| 74 | 2009 | Dzhurabek Khamrakulov                            |
| 75 | 2010 | Alexei Barsov [2]                                |
| 76 | 2011 | Andrey Kvon [3]                                  |
| 77 | 2012 | Marat Dzhumaev [4]                               |
| 78 | 2013 | Dzhurabek Khamrakulov                            |
| 79 | 2014 | Ulugbek Tillyaev[5]                              |
| 80 | 2015 | Marat Dzhumaev[6]                                |
| 81 | 2016 | Nodirbek Yakubboev[7]                            |
| 82 | 2017 | Alisher Begmuratov                               |
| 83 | 2018 | Nodirbek Yakubboev                               |
| 84 | 2019 | Javokhir Sindarov                                |
| 85 | 2020 | Nodirbek Yakubboev[8]                            |
| 86 | 2021 | Javokhir Sindarov[9]                             |
|    | 2024 | Javokhir Sindarov                                |
|    | 2025 | Nodirbek Yakubboev                               |

### Femminile
| Year | Winner                    |
| ---- | ------------------------- |
| 2001 | Iroda Khamrakulova[10]    |
| 2002 | Olga Son                  |
| 2003 | Lidia Malinicheva[11]     |
| 2004 | Olga Kim[12]              |
| 2005 | Iroda Khamrakulova[13]    |
| 2006 | Olga Sabirova[14]         |
| 2007 | Iroda Khamrakulova[15]    |
| 2008 | Nafisa Muminova[16]       |
| 2009 | Nafisa Muminova[17]       |
| 2010 | Olga Sabirova[18]         |
| 2011 | Nafisa Muminova[19]       |
| 2012 | Sarvinoz Kurbonboeva[20]  |
| 2013 | Hulkar Tohirjonova[21]    |
| 2014 | Sarvinoz Kurbonboeva      |
| 2015 | Sarvinoz Kurbonbaeva      |
| 2016 | Gulrukhbegim Tokhirjonova |
| 2017 | Nodira Nadirjanova        |
| 2018 | Gulrukhbegim Tokhirjonova |
| 2019 | Nilufar Yakubbaeva        |
| 2020 | Nilufar Yakubbaeva[8]     |
| 2021 | Nilufar Yakubbaeva[22]    |
| 2022 | Umida Omonova             |
| 2025 | Umida Omonova             |